# Новозеландско-фиджийские отношения
Новозеландско-фиджийские отношения — международные отношения между Новой Зеландией и Фиджи. Отношения между этими двумя тихоокеанскими странами ранее были дружественными, и Новая Зеландия долгое время была важным партнером по оказанию помощи в целях развития и экономическим партнером Фиджи.

## Недавние отношения
Отношения испортились после военного переворота на Фиджи в декабре 2006 года и свержения правительства премьер-министра Лайсения Карасе коммодором Фрэнком Мбаинимарамой, который сменил его на посту премьер-министра. Правительство Хелен Кларк в Новой Зеландии было одним из первых, осудивших переворот. Новая Зеландия ввела санкции на Фиджи, уменьшила объем помощи и постоянно требовала, чтобы Мбаинимарама разрешил возврат к демократии. Мбаинимарама, в свою очередь, обвинил правительство Новой Зеландии в «издевательствах» и игнорировании его усилий по реформированию своей страны и подготовке ее к демократическим выборам. Он попросил Новую Зеландию «быть более чуткой, понять основы и динамику ситуации на Фиджи и не делать поспешных выводов».
Двусторонние отношения упали до нового минимума в июне 2007 года, когда Фиджи выслали Верховного комиссара Новой Зеландии Майкла Грина якобы за «вмешательство во внутренние дела Фиджи».
В следующем месяце министр финансов Фиджи Махендра Чаудри обвинил Новую Зеландию в чрезмерной враждебности к правительству Мбаинимарамы и намекнул на сдвиг во внешней политике Фиджи в отношении Азии: «У Фиджи есть друзья в Китае, у неё есть друзья в Корее, у неё есть друзья в […] других странах Азии. Мы больше не полагаемся на Австралию и Новую Зеландию». Австралия, как и Новая Зеландия, решительно осудила переворот в декабре 2006 года, тогда как Китай, напротив, посоветовал международному сообществу проявить понимание ситуации на Фиджи.
Позже в том же году Хелен Кларк заявила, что с Мбаинимарамой будут «обращаться, как с прокаженным», если он посетит встречу Форум тихоокеанских островов в Тонге в октябре. Члены тихоокеанского государства отреагировали на это дистанцированием от позиции Новой Зеландии, и Мбаинимарама присутствовал. Кларк избегала Мбаинимараму на встрече.
В ноябре 2007 года двусторонние отношения еще больше ухудшились, когда новозеландский бизнесмен Баллу Хан, уроженец Фиджи, был арестован на Фиджи по обвинению в заговоре с целью убийства Мбаинимарамы и нескольких других членов правительства Фиджи и, как утверждается, подвергся жестокому избиению со стороны полиции, в результате чего был госпитализирован. Верховной комиссии Новой Зеландии в Суве было отказано в доступе к Хану. Комиссар полиции Фиджи Эсала Телени прокомментировала: «Предпринимаются усилия по созданию неблагоприятной среды, которая может служить оправданием некоторым странам для вмешательства в дела Фиджи» — прозрачная ссылка на Новую Зеландию. Министр иностранных дел Новой Зеландии Уинстон Питерс отреагировал на это заявление, отклонив его как «необоснованную чепуху». Хелен Кларк также отрицала, что Новая Зеландия играла какую-либо роль в каком-либо заговоре с целью убийства Мбаинимарамы: «С точки зрения Новой Зеландии мы не участвуем в финансировании или поддержке любой деятельности такого рода на Фиджи». Мбаинимарама опубликовал заявление, подтверждающее, что он не верит, что правительства Австралии и Новой Зеландии были замешаны в заговоре.
В декабре 2007 года в рамках санкций Новая Зеландия запрещена въезд сорока семи детей из Фиджи в возрасте от 10 до 13 лет для участия в международном мероприятии по скаутингу. Напряженные двусторонние отношения Новой Зеландии с Фиджи привлекли международное внимание, когда они привели две страны к спору по поводу футбола. Новая Зеландия должна была провести отборочный матч ЧМ-2010 между Фиджи и Новой Зеландией, но последовал отказ во въезде голкиперу команды Фиджи Симионе Таманисау, так как отец невесты последнего служил в Вооруженных силах Фиджи.
В июне 2008 года Мбаинимарама заявил, что Новая Зеландия и Австралия на самом деле не пытались «продвинуть Фиджи вперед»; он описал их давление и требования как «неискренние, лицемерные, неконструктивные и обструкционистские». Он также заявил, что Новая Зеландия и Австралия «снисходительны, придерживаются неоколониалистских взглядов и не признают, что Фиджи является суверенным государством, с которым нужно обращаться с достоинством и уважением». Мбаинимарама добавил, что «Австралия и Новая Зеландия намерены саботировать усилия временного правительства по созданию сильных и подотчетных институтов» на Фиджи.
Кларк заявила, что Новая Зеландия ослабит санкции на Фиджи, как только прогресс в направлении демократии станет очевидным. («Нам нужно увидеть дорожную карту. Нам нужно, чтобы контрольные показатели были выполнены».) Мбаинимарама утверждал, что такой прогресс уже очевиден. («Что еще они хотят? Люди подходят и говорят мне, что вы должны показать нам конкретные шаги — какие дальнейшие шаги?») Кларк сказала, что Новая Зеландия поможет профинансировать выборы на Фиджи, когда они состоятся.
В июле 2008 года Уинстон Питерс впервые после переворота встретился с Мбаинимарамой на Фиджи. Коммодор поднял вопрос о санкциях Новой Зеландии, и Питерс подтвердил, что санкции будут действовать до тех пор, пока правительство Новой Зеландии не увидит явных признаков подготовки к выборам. Позже в том же месяце Кларк обвинила Мбаинимараму в том, что он «виновен в довольно серьезных преступлениях, таких как измена». В сентябре она добавила, что отношения Новой Зеландии и Фиджи не будут нормализованы, пока к власти не вернется избранное правительство.
15 декабря 2008 года правительство Новой Зеландии под руководством Джона Ки отвергло ультиматум Мбаинимарамы, пригрозившего выслать исполняющего обязанности верховного комиссара Новой Зеландии, если не будет предоставлена виза его сыну, студенту университета Мэсси. В тот же день журналистка TVNZ была задержана в международном аэропорту Нади и на ночь доставлена в центр содержания под стражей на Фиджи, после чего ее депортировали обратно в Новую Зеландию утром 16-го. Репортеру разрешили оставить свой мобильный телефон, но отказали в питье воды. Премьер-министр Джон Ки заявил, что обращение с журналисткой было «неприемлемым». Кроме того, официальные лица Министерства иностранных дел и торговли Новой Зеландии отправились в центр содержания под стражей, чтобы навестить журналистку, но им также было отказано во въезде, Джон Ки заявил, что: «Это абсолютно неприемлемо и мы обсудим этот вопрос с властями Фиджи».
23 декабря 2008 года Фиджи выполнили свою угрозу выслать верховного комиссара Новой Зеландии. Высылка произошла на следующий день после того, как временно исполняющий обязанности премьер-министра Фиджи объявил, что не будет высылать высокопоставленного дипломата Новой Зеландии, потому что он хотел улучшить свои отношения с Новой Зеландией. В ответ на изгнание Новая Зеландия объявила Верховного комиссара Фиджи в Веллингтоне «персоной нон-грата». Джон Ки заявил, что в случае высылки ее комиссара будут приняты ответные меры. Ответные дипломатические высылки (инициированные Фиджи) произошли в ноябре 2009 года.
В январе 2010 года министр иностранных дел Новой Зеландии Мюррей Маккалли встретился с министром иностранных дел Фиджи Рату Иноке Кубуабла в Нанди и указал, что две страны желают улучшить свои отношения. Правительство Новой Зеландии выпустило пресс-релиз, в котором говорилось, что оба правительства «согласились с учреждением дополнительной должности советников для Фиджи в Веллингтоне и для Новой Зеландии в Суве, с принципиальным одобрением назначений заместителей глав миссий в каждой столице». Новая Зеландия также указала, что «диалог не сигнализирует об изменении решительного противодействия Веллингтона военной администрации Фиджи, и в результате не будут смягчены санкции».